# Ouilly-le-Tesson
Ouilly-le-Tesson est une commune française située dans le département du Calvados en région Normandie, peuplée de 561 habitants.

## Géographie
| Estrées-la-Campagne   | Estrées-la-Campagne   | Rouvres        |
| Estrées-la-Campagne   | Ouilly-le-Tesson      | Rouvres, Sassy |
| Soumont-Saint-Quentin | Soumont-Saint-Quentin | Sassy          |

### Hydrographie
La commune est située dans le bassin Seine-Normandie. Elle est drainée par le Laizon,.
Le Laizon, d'une longueur de 39 km, prend sa source dans la commune de Villers-Canivet et se jette  dans la Dives à Saint-Ouen-du-Mesnil-Oger, après avoir traversé 16 communes. 

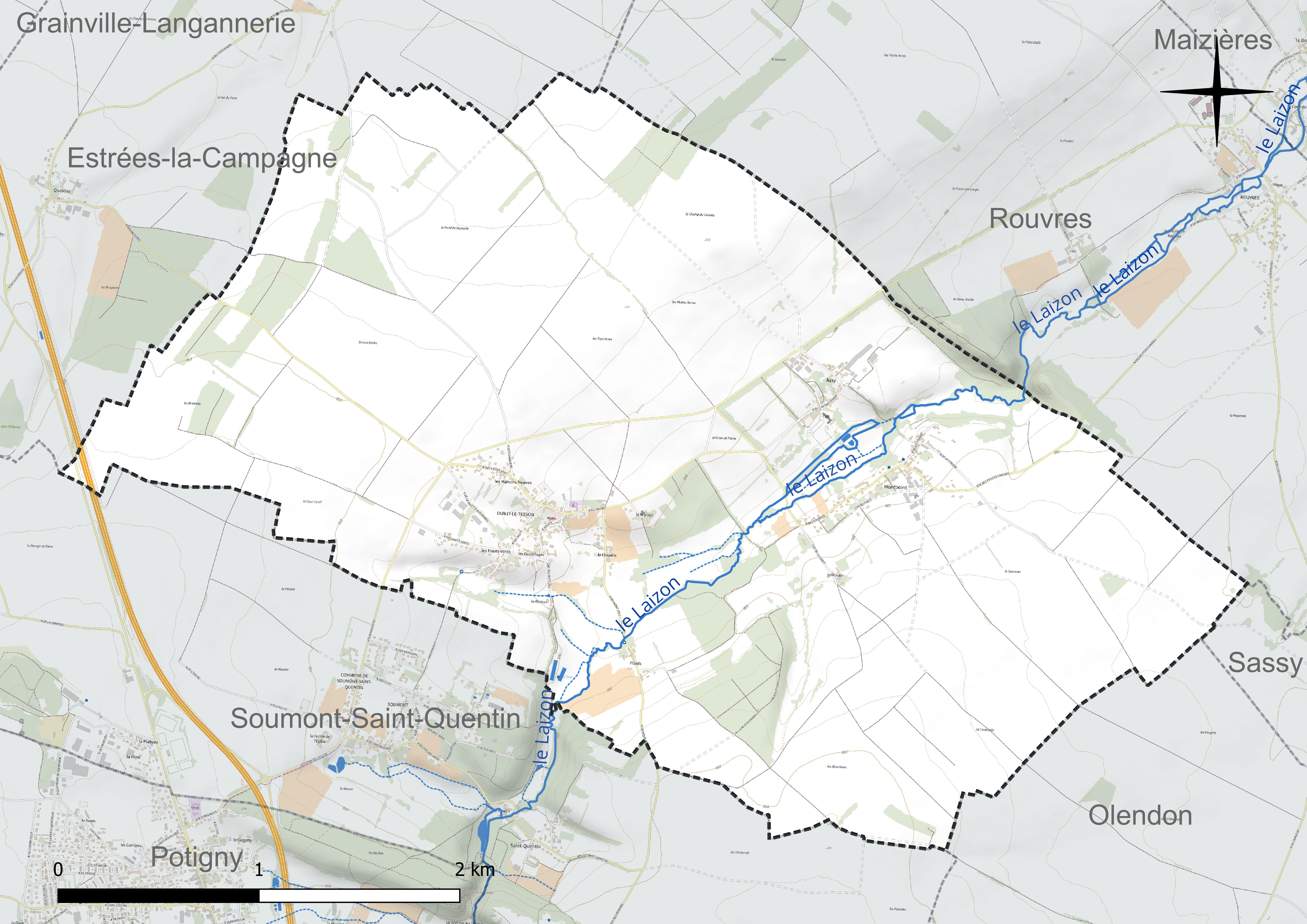
Réseau hydrographique d'Ouilly-le-Tesson.

### Climat
Pour des articles plus généraux, voir Climat de la Normandie et Climat du Calvados.
En 2010, le climat de la commune est de type climat océanique altéré, selon une étude du CNRS s'appuyant sur une série de données couvrant la période 1971-2000. En 2020, Météo-France publie une typologie des climats de la France métropolitaine dans laquelle la commune est exposée à un climat océanique et est dans la région climatique Normandie (Cotentin, Orne), caractérisée par une pluviométrie relativement élevée (850 mm/a) et un été frais (15,5 °C) et venté. Parallèlement le GIEC normand, un groupe régional d'experts sur le climat, différencie quant à lui, dans une étude de 2020, trois grands types de climats pour la région Normandie, nuancés à une échelle plus fine par les facteurs géographiques locaux. La commune est, selon ce zonage, exposée à un « climat des plateaux abrités », correspondant à la plaine agricole de Caen à Falaise, sous le vent des collines de Normandie et proche de la mer, se caractérisant par une pluviométrie et des contraintes thermiques modérées.
Pour la période 1971-2000, la température annuelle moyenne est de 10,5 °C, avec  une amplitude thermique annuelle de 13 °C. Le cumul annuel moyen de précipitations est de 765 mm, avec 12,4 jours de précipitations en janvier et 7,7 jours en juillet. Pour la période 1991-2020, la température moyenne annuelle observée sur la station météorologique la plus proche, située sur la commune de Saint-Sylvain à 8 km à vol d'oiseau, est de 11,5 °C et le cumul annuel moyen de précipitations est de 681,2 mm,. Pour l'avenir, les paramètres climatiques de la commune estimés pour 2050 selon différents scénarios d'émission de gaz à effet de serre sont consultables sur un site dédié publié par Météo-France en novembre 2022.

## Urbanisme

### Typologie
Au 1er janvier 2024, Ouilly-le-Tesson est catégorisée commune rurale à habitat dispersé, selon la nouvelle grille communale de densité à 7 niveaux définie par l'Insee en 2022.
Elle est située hors unité urbaine. Par ailleurs la commune fait partie de l'aire d'attraction de Caen, dont elle est une commune de la couronne,. Cette aire, qui regroupe 296 communes, est catégorisée dans les aires de 200 000 à moins de 700 000 habitants,.

### Occupation des sols
L'occupation des sols de la commune, telle qu'elle ressort de la base de données européenne d'occupation biophysique des sols Corine Land Cover (CLC), est marquée par l'importance des territoires agricoles (84,9 % en 2018), une proportion sensiblement équivalente à celle de 1990 (85 %). La répartition détaillée en 2018 est la suivante : 
terres arables (68,7 %), prairies (16 %), forêts (8,5 %), zones urbanisées (6,6 %), zones agricoles hétérogènes (0,1 %). L'évolution de l'occupation des sols de la commune et de ses infrastructures peut être observée sur les différentes représentations cartographiques du territoire : la carte de Cassini (XVIIIe siècle), la carte d'état-major (1820-1866) et les cartes ou photos aériennes de l'IGN pour la période actuelle (1950 à aujourd'hui).

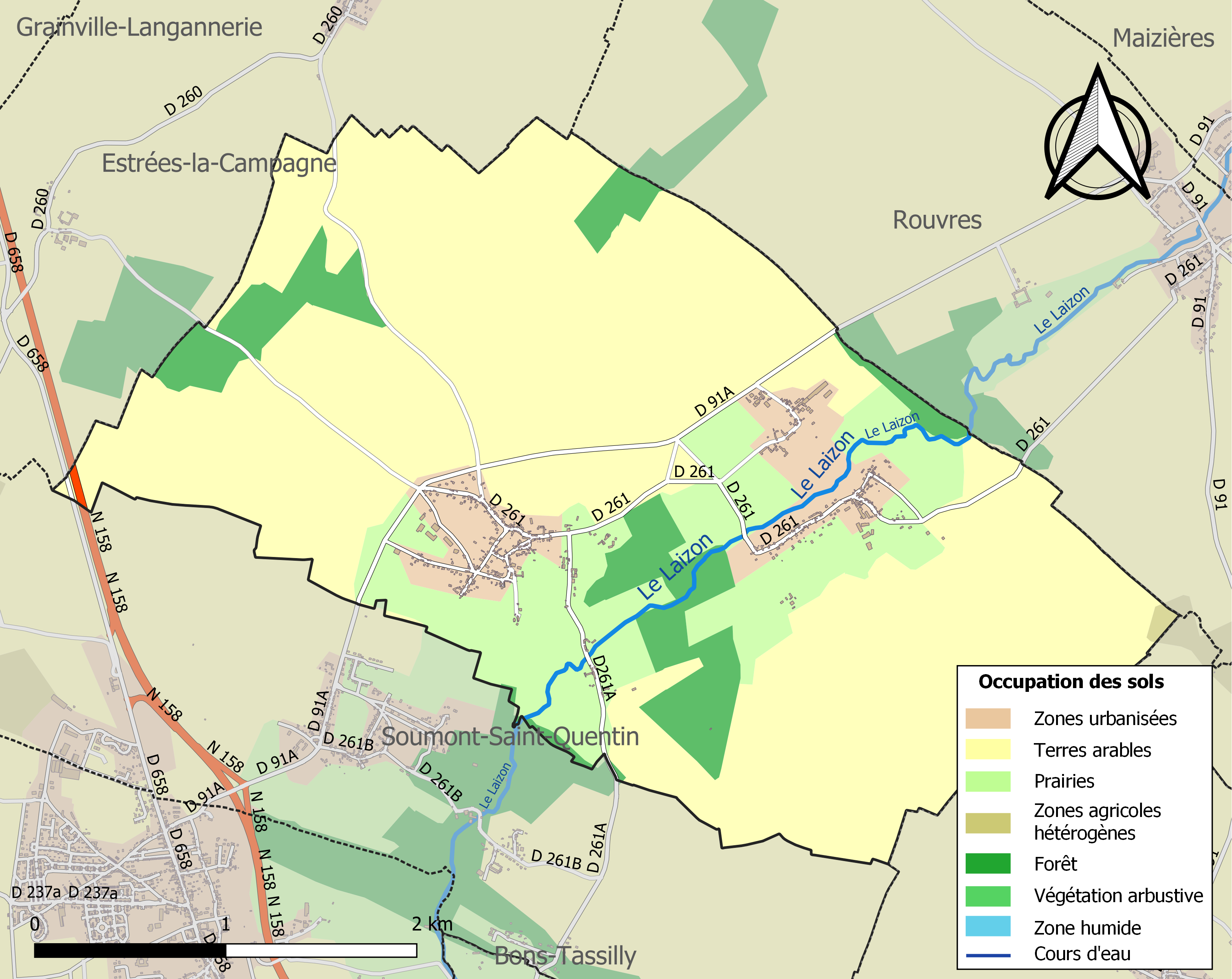
Carte des infrastructures et de l'occupation des sols de la commune en 2018 (CLC).

## Toponymie
Le nom de la localité est attesté sous la forme Oylley en 1050. Le toponyme semble issu de l'anthroponyme latin ou roman Olius ou Aulius. Tesson est un patronyme.
Le gentilé est Tessonais.

## Politique et administration
| Période                                  | Période   | Identité          | Étiquette | Qualité |
| ---------------------------------------- | --------- | ----------------- | --------- | --- |
| avant 1995                               | ?         | Roland Jouvin     |           | |
| ?                                        | mars 2001 | Gilbert Viot      |           | |
| mars 2001                                | mai 2020  | Christine Hoflack | SE        | Exploitante agricole |
| mai 2020                                 | En cours  | Jean-Yves Heurtin | SE        | Agriculteur Président de la chambre d'agriculture du Calvados Ancien président de la FDSEA Conseiller départemental depuis 2021 |
| Les données manquantes sont à compléter. |           |                   |           | |

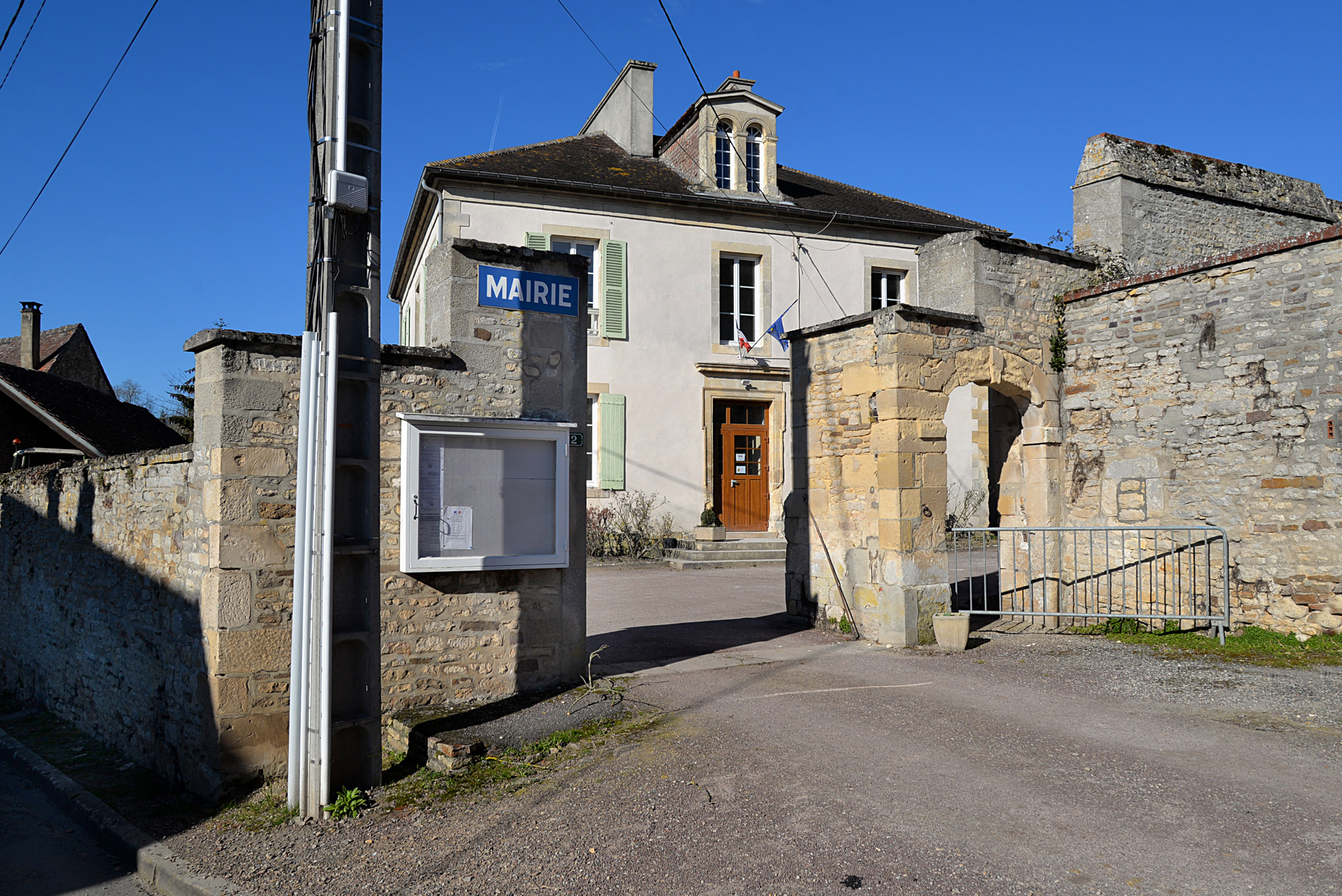
La mairie.

Le conseil municipal est composé de quinze membres dont le maire et trois adjoints.

## Démographie
L'évolution du nombre d'habitants est connue à travers les recensements de la population effectués dans la commune depuis 1793. Pour les communes de moins de 10 000 habitants, une enquête de recensement portant sur toute la population est réalisée tous les cinq ans, les populations de référence des années intermédiaires étant quant à elles estimées par interpolation ou extrapolation. Pour la commune, le premier recensement exhaustif entrant dans le cadre du nouveau dispositif a été réalisé en 2004.
En 2022, la commune comptait 561 habitants, en évolution de −6,66 % par rapport à 2016 (Calvados : +1,58 %, France hors Mayotte : +2,11 %).
Ouilly-le-Tesson a compté jusqu'à 993 habitants en 1921.
| 1793 | 1800 | 1806 | 1821 | 1831 | 1836 | 1841 | 1846 | 1851 |
| ---- | ---- | ---- | ---- | ---- | ---- | ---- | ---- | ---- |
| 830  | 834  | 888  | 993  | 761  | 830  | 819  | 817  | 766  |

| 1856 | 1861 | 1866 | 1872 | 1876 | 1881 | 1886 | 1891 | 1896 |
| ---- | ---- | ---- | ---- | ---- | ---- | ---- | ---- | ---- |
| 704  | 660  | 691  | 636  | 622  | 572  | 584  | 565  | 511  |

| 1901 | 1906 | 1911 | 1921 | 1926 | 1931 | 1936 | 1946 | 1954 |
| ---- | ---- | ---- | ---- | ---- | ---- | ---- | ---- | ---- |
| 523  | 454  | 464  | 395  | 382  | 351  | 325  | 336  | 382  |

| 1962 | 1968 | 1975 | 1982 | 1990 | 1999 | 2004 | 2006 | 2009 |
| ---- | ---- | ---- | ---- | ---- | ---- | ---- | ---- | ---- |
| 447  | 466  | 432  | 507  | 523  | 483  | 512  | 525  | 532  |

| 2014 | 2019 | 2022 | - | - | - | - | - | - |
| ---- | ---- | ---- | - | - | - | - | - | - |
| 579  | 570  | 561  | - | - | - | - | - | - |

## Lieux et monuments
- Église Saint-Aubin, du XVIIe siècle[27].
- Château d'Assy, inscrit au titre des Monuments historiques depuis le 13 juin 1929[28]. Chapelle du XIVe siècle.
- Manoir d'Ouilly, classé au titre des Monuments historiques depuis le 22 novembre 1993[29].
- Polissoir néolithique utilisé pour polir les haches en silex taillé[30]. Il a été découvert lors de travaux agricoles et placé près de l'abri-bus d'Assy.
- Le Chemin Haussé, voie romaine appelée également « Chemin du Duc Guillaume » qui passe le Laizon à gué à Assy[31].

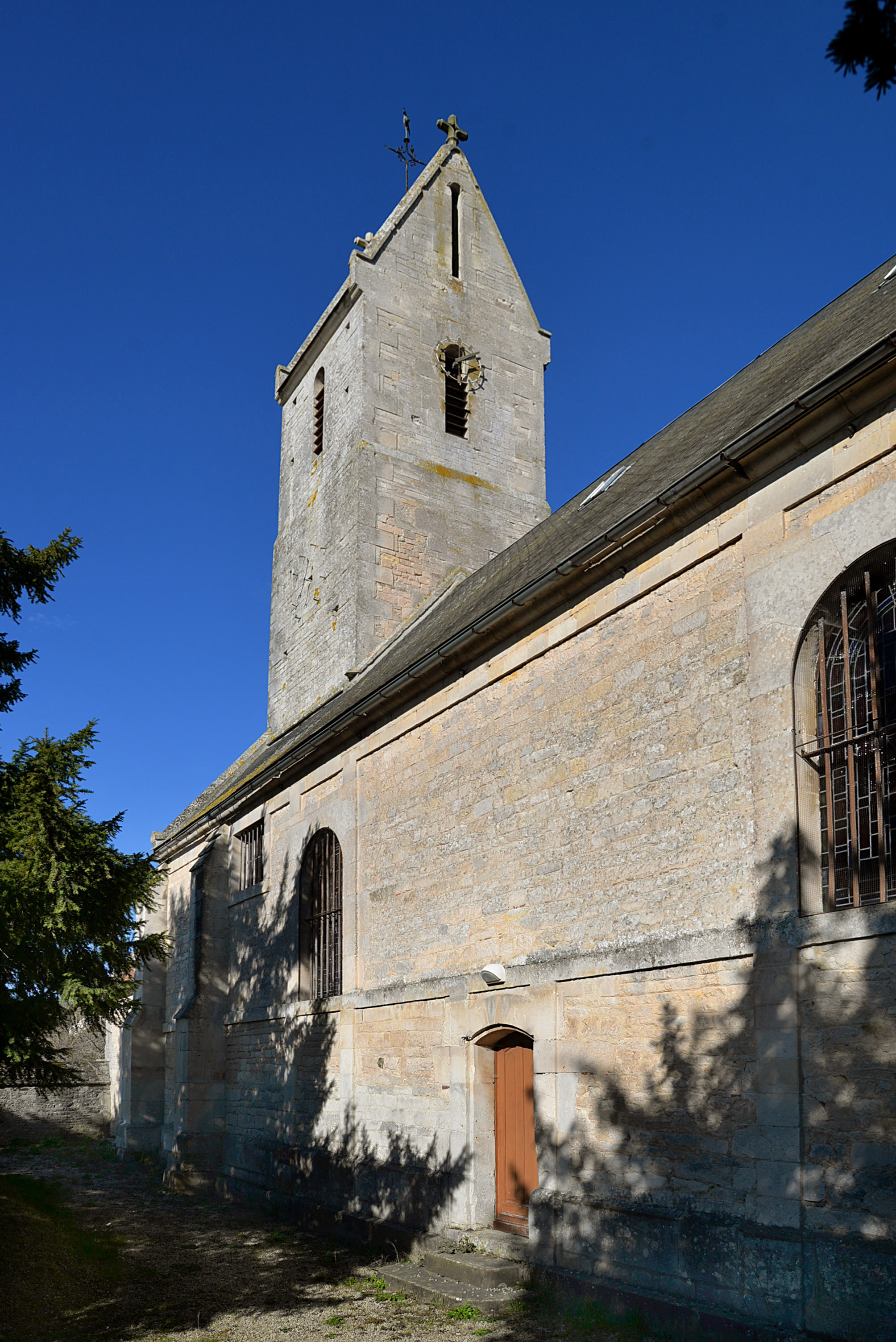
L'église Saint-Aubin. Vue sud.
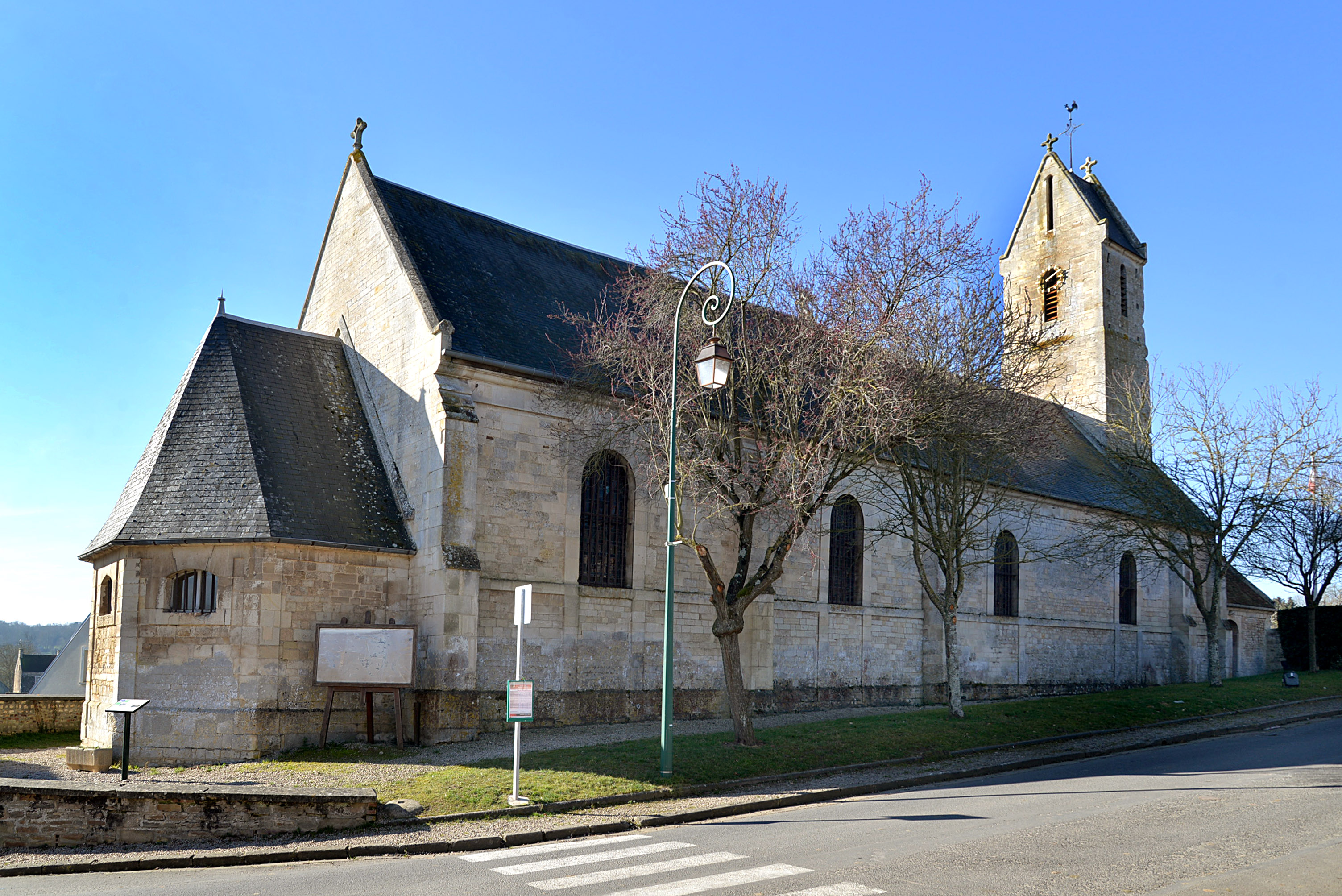
L'église Saint-Aubin. Vue nord-est.
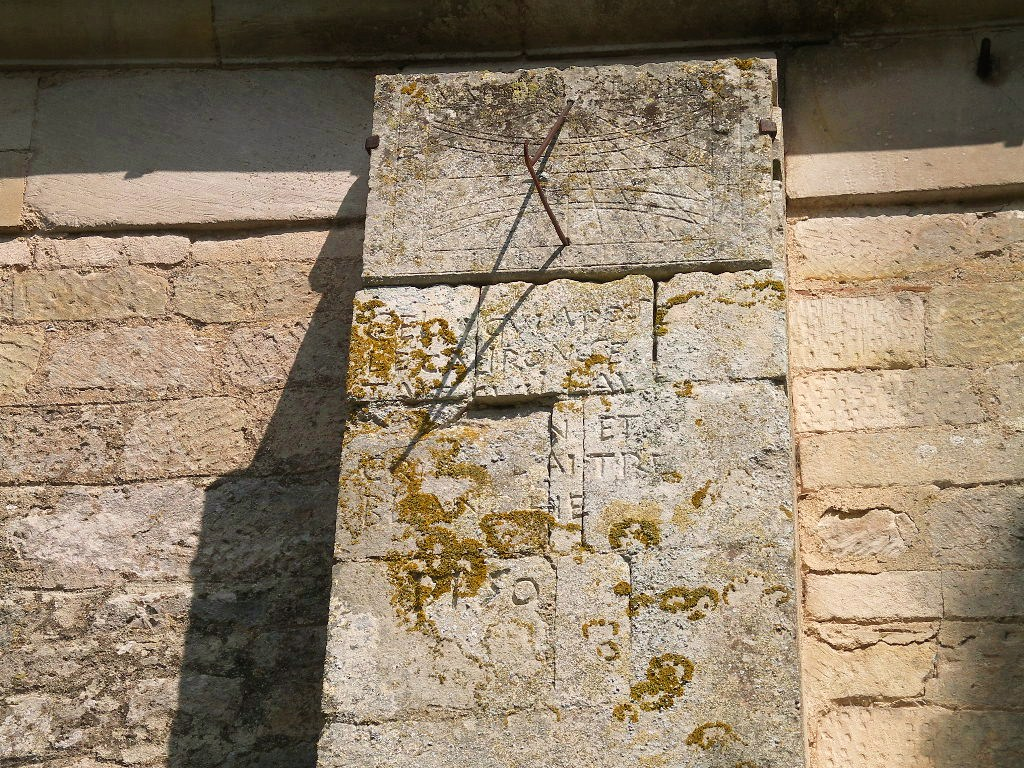
Le cadran solaire sur l'église Saint-Aubin.
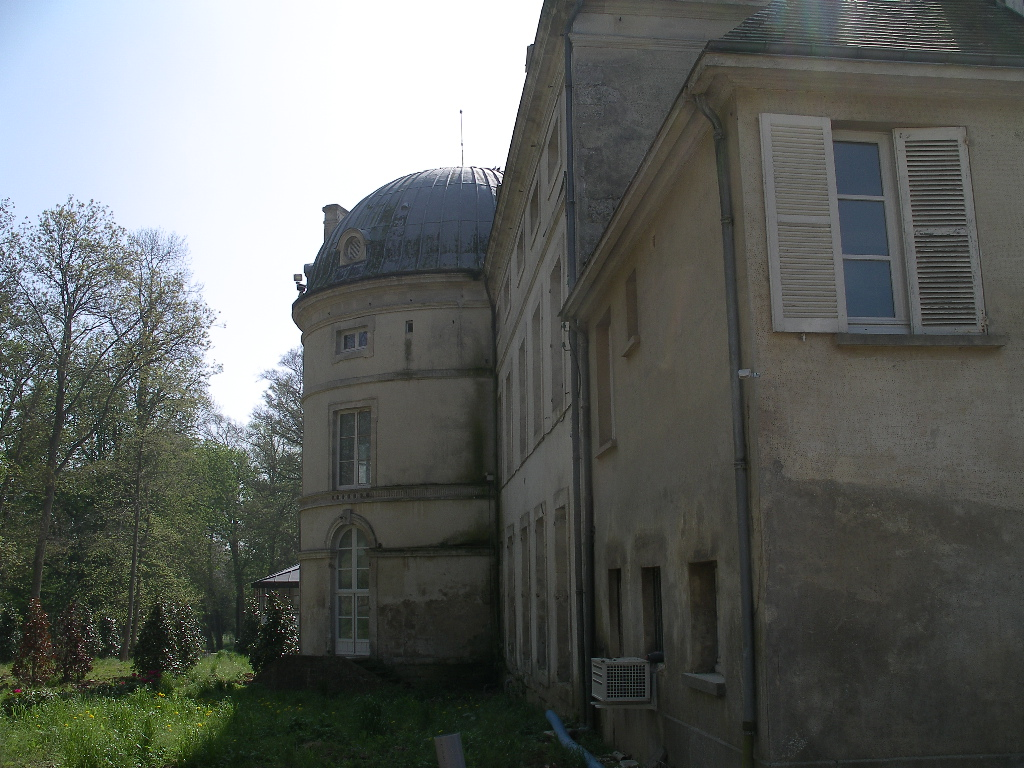
Le château d'Assy.
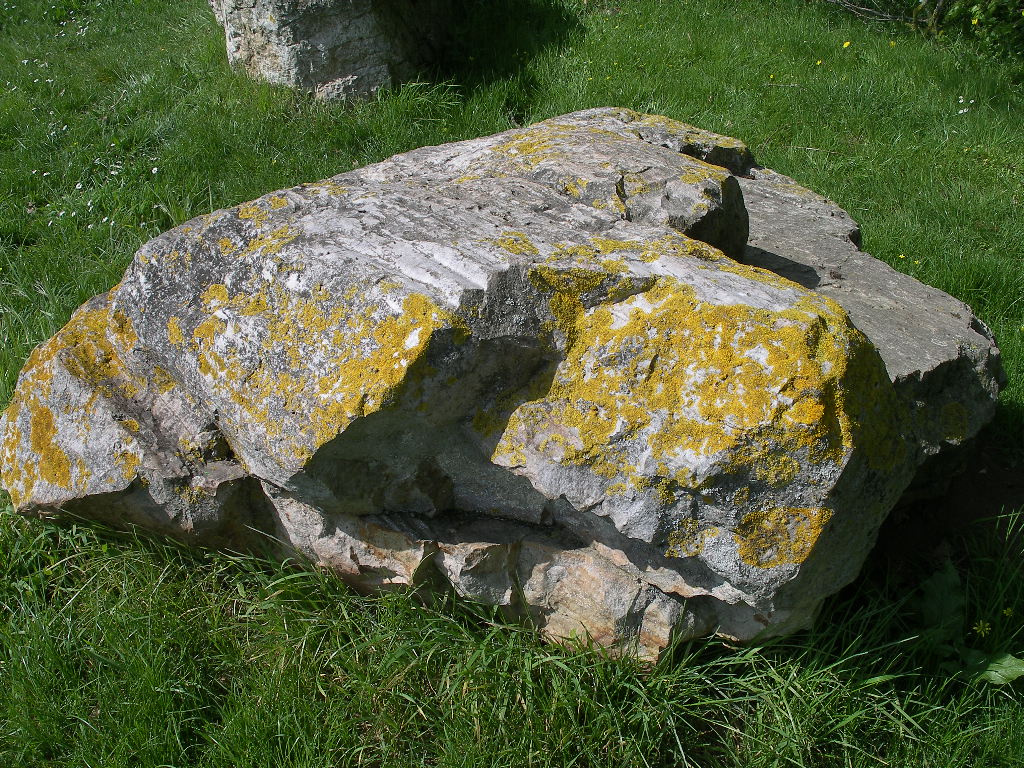
Le polissoir d'Assy.